# Эмбер, Йожеф
Йо́жеф Э́мбер (венг. Ember József; 30 ноября 1908, Шорокшар, Будапешт — 8 декабря 1982, Нюрнберг, Германия) — венгерский футболист и тренер.

## Биография
В качестве футболиста выступал за ряд венгерских команд. Наивысшего достижения добился в «Уйпеште», с которым он стал обладателем бронзовых медалей местного чемпионата. После завершения карьеры работал тренером и спортивным директором в нескольких клубах. Возглавлял братиславские «Интер» и «Слован». Также Эмбер в разное время являлся наставником сборных Китая, Ганы и Нигерии. С последней он участвовал в футбольном турнире на Летних Олимпийских играх 1968 года в Мехико.

## Достижения

### Футболиста
- Бронзовый призер чемпионата Венгрии (1): 1928/29.

### Тренера
- Чемпион Ганы (1): 1963/64.